# 11794 Yokokebukawa
11794 Yokokebukawa eller 1978 VW8 är en asteroid i huvudbältet som upptäcktes den 7 november 1978 av de båda amerikanska astronomerna Eleanor F. Helin och Schelte J. Bus vid Palomarobservatoriet. Den är uppkallad efter Yoko Kebukawa.
Asteroiden har en diameter på ungefär 11 kilometer och den tillhör asteroidgruppen Themis.